# 519 a. C.
El año 519 a. C. fue un año del calendario romano prejuliano. En el Imperio Romano, fue conocido como el año 235 Ab Urbe condita.

## Acontecimientos
- Zhou Jing Wang se convierte en rey de la Dinastía Zhou de China.

## Nacimientos
- Cincinato, dictador romano.
- Jerjes I de Persia.

- Datos: Q242285
- Multimedia: 519 BC / Q242285